# Polypedates otilophus
Espèce
Synonymes
- Rhacophorus otilophus Boulenger, 1893

Statut de conservation UICN

 LC  : Préoccupation mineure
Polypedates otilophus est une espèce d'amphibiens de la famille des Rhacophoridae. C'est une espèce nocturne et principalement arboricole qui se rencontre sur diverses îles de l'Insulinde.

## Distribution et habitat
Cette espèce se rencontre sur les îles de Java, de Bornéo et de Sumatra en Indonésie, en Malaisie et au Brunei. Elle vit dans les arbres et les arbustes des forêts tropicales, ainsi que dans les plantations, et se rencontre généralement à proximité des zones d'eaux stagnantes.

## Description

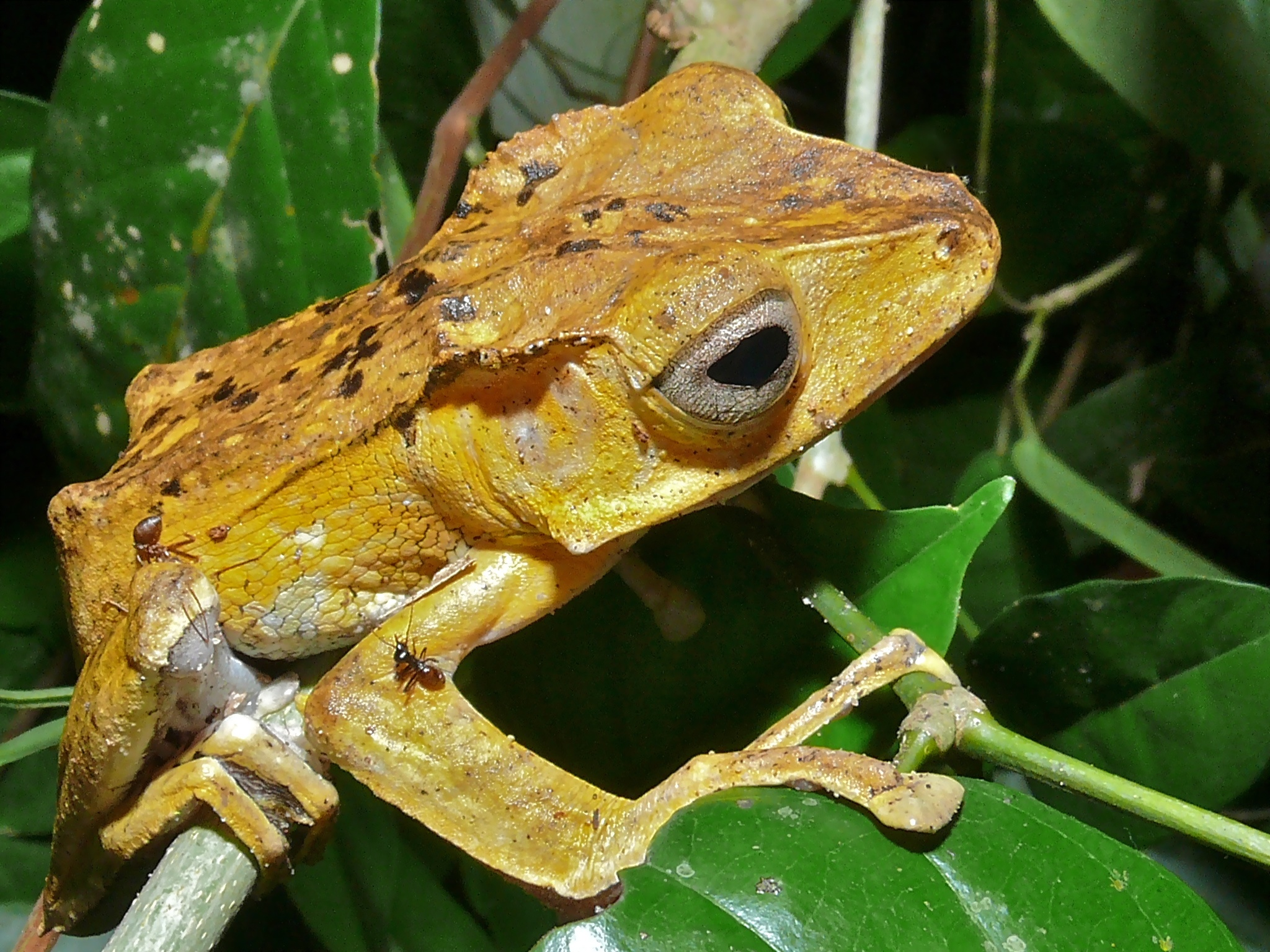
Polypedates otilophus (Parc national de Bukit Labir, Sarawak, Malaisie)

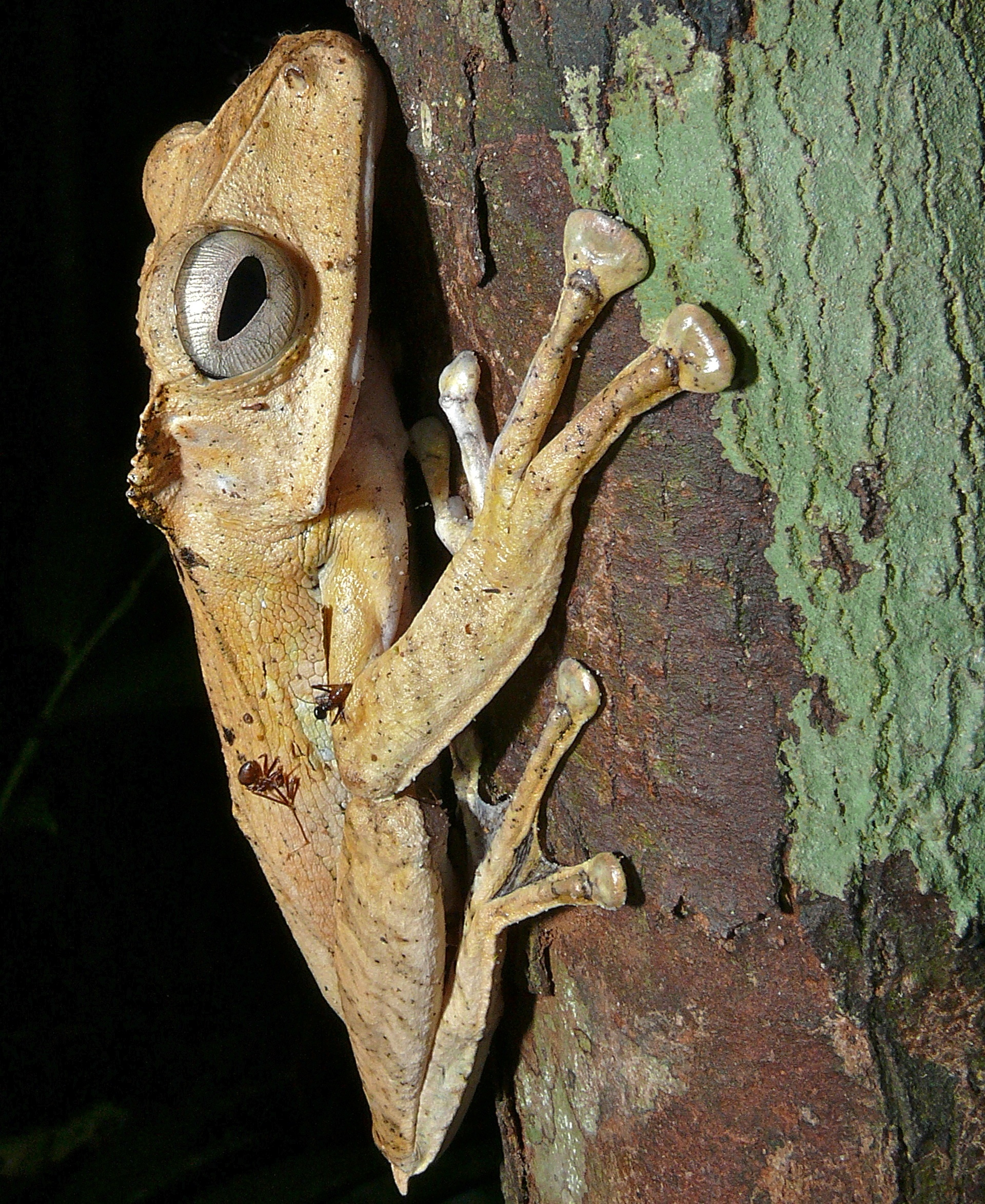
Polypedates otilophus (Parc national de Bukit Labir, Sarawak, Malaisie)

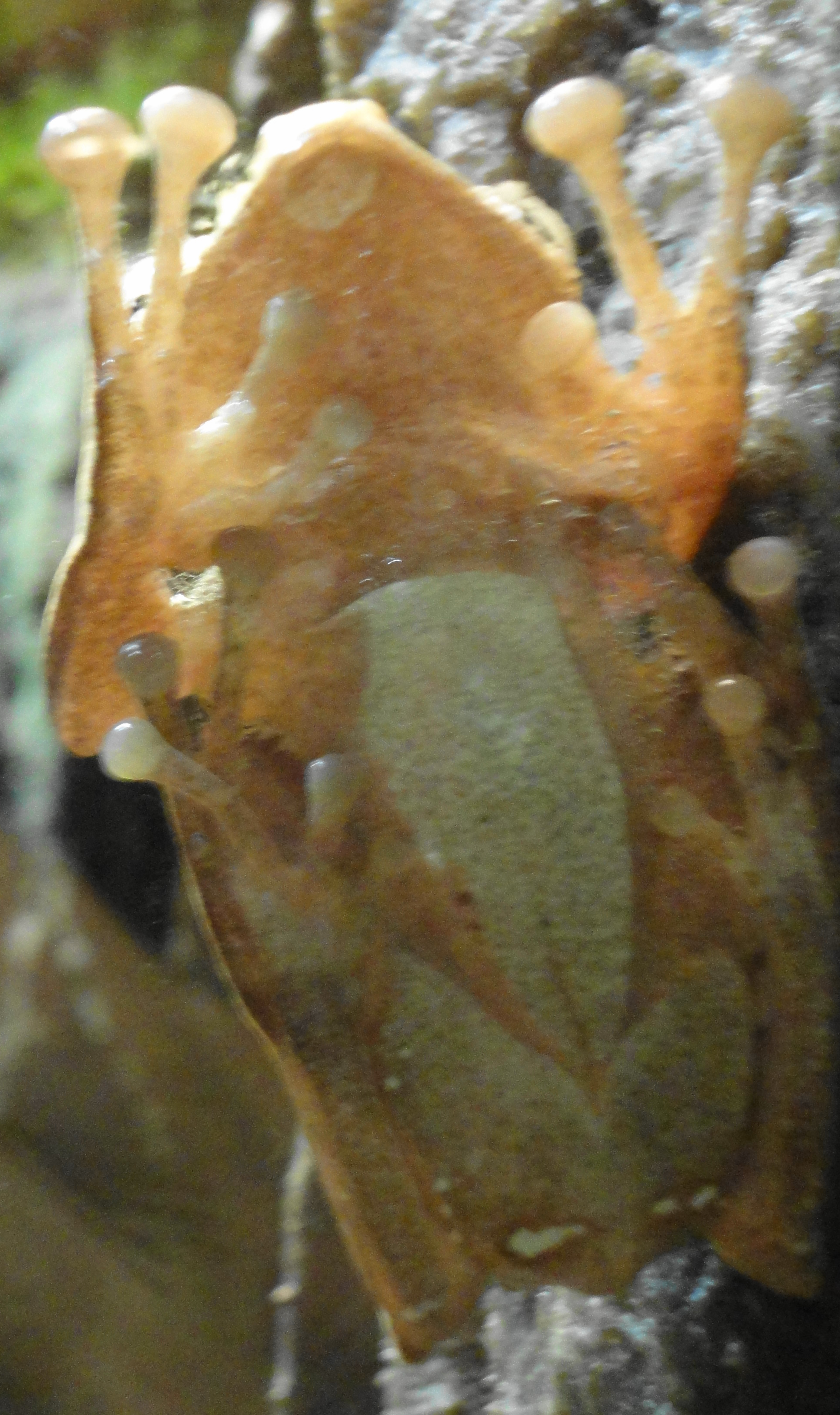
Ventre de Polypedates otilophus

Polypedates otilophus mesure de 64 à 84 mm pour les mâles et de 82 à 97 mm pour les femelles. Sa tête est triangulaire. Son corps est trapu mais avec des membres relativement fins. Les individus de Bornéo présentent quant à eux un corps comprimé et des membres longs. Son dos peut être brun clair, brun jaunâtre, gris ou jaune brillant. Son ventre est généralement de couleur crème ou blanc cassé. De nombreuses lignes très fines de couleur sombre partent de sa tête et courent le long du dos ; son aine présente des taches et des lignes noires ; ses cuisses sont rayées, sur les faces internes et externes, par sept à onze barres. Les yeux, de grande taille, présentent une pupille fendue horizontalement.

## Alimentation
L'espèce se nourrit d'araignées, d'insectes, mais surtout de criquets arboricoles.

## Reproduction
La reproduction a lieu d'avril à juin. Les mâles se positionnent à proximité de petites mares, généralement à moins de 2 m du sol, et appellent les femelles. Une fois fécondées ces dernières déposent un mucus contenant les œufs sur des végétations surplombant l'eau. Lors de l'éclosion les têtards tombent directement dans l'eau, bien que parfois le mucus puisse être déjà tombé dans l'eau. 
Les têtards mesurent jusqu'à 80 mm. Ils sont vert-jaunâtre sur le dessus et blanc argenté sur le dessous, avec parfois des points verts sur la ligne vertébrale. Ils prennent la coloration et les motifs des adultes après la pousse des pattes postérieures mais avant celle des pattes antérieures.

## Publication originale
- Boulenger, 1893 : Descriptions of new reptiles and batrachians obtained in Borneo by Mr. A. Everett and Mr. C. Hose. Proceedings of the Zoological Society of London, vol. 1893, p. 522-528 (texte intégral).